# Brigachtal
Brigachtal es un municipio alemán en el distrito de Selva Negra-Baar, Baden-Wurtemberg. Está compuesto por las aldeas Kirchdorf, Klengen y Überauchen, que se fusionaron en 1974. El nombre del nuevo municipio Brigachtal significa «valle del Brigach». El río Brigach atraviesa el municipio.